# Portishead
Portishead是一支來自英國的痴哈樂隊，1991年在英格蘭的布里斯托市成立。

## 簡介

### 樂團簡史
Portishead的團名來自英國北薩默塞特郡一個同名的小鎮，位於布里斯托市的西邊。 該小鎮為Portishead成員Geoff Paul Barrow年少時曾居住過的地點。在他15歲時，Barrow搬到鄰近的布里斯托市，在那，他認識了主唱Beth Gibbons，以及隨後入團的吉他手Adrian Francis Utley。
Portishead的首張專輯Dummy獲得1995年的水星音樂獎，也在2003年排上滾石雜誌五百大專輯的第419名。

## 音樂作品

### 專輯
- 1994年 - Dummy
- 1997年 - Portishead
- 1998年 - Roseland NYC Live
- 2008年 - Third

### 單曲
- 1994年 - Numb，和Sour Times
- 1995年 - Glory Box，和Sour Times（再發行）
- 1997年 - All Mine，和Over
- 1998年 - Only You
- 2008年 - Machine Gun，The Rip，和Magic Doors